# Taquil
Taquil ist eine Ortschaft und eine Parroquia rural („ländliches Kirchspiel“) im Kanton Loja der ecuadorianischen Provinz Loja. Die Parroquia besitzt eine Fläche von 90,26 km². Beim Zensus 2010 wurden 3663 Einwohner gezählt.

## Lage
Die Parroquia Taquil liegt in den Anden im Süden von Ecuador. Die kontinentale Wasserscheide verläuft entlang der östlichen Verwaltungsgrenze. Im äußersten Norden erreichen die Berge Höhen von 3000 m. Der Río Taquil durchquert das Areal in westlicher Richtung und mündet in den Río Chantaco. Dieser fließt entlang der westlichen Verwaltungsgrenze nach Süden und entwässert das Areal zum Río Catamayo. Der 2230 m hoch gelegene Ort Taquil befindet sich 15 km nordwestlich der Provinzhauptstadt Loja.
Die Parroquia Taquil grenzt im Norden und im Nordosten an die Parroquia Santiago, im Osten an das Municipio von Loja, im Süden und im Westen an das Municipio von Catamayo sowie im Nordwesten an die Parroquia Chantaco.

## Orte und Siedlungen
In der Parroquia gibt es neben dem Hauptort folgende Barrios: Naranjito, Cera, Duraznillo, Gonzabal, Cachipamba, Macainuma, Cenen Alto, Limón und Paja Blanca.

## Geschichte
Die Parroquia Taquil wurde am 16. April 1911 gegründet.